# 加加林山脈
加加林山脈（英語：Gagarin Mountains）是南極洲的山脈，位於東部南極洲的毛德皇后地，處於庫爾策山脈和康拉德山脈之間，長16公里，以蘇聯宇航員加加林命名。

## 外部連結
- Scientific Committee on Antarctic Research (SCAR)